# Guido Manusardi
Guido Manusardi (n. 3 decembrie, 1935, Chiavenna, Italia) este un pianist și compozitor de jazz din Italia.
Studiază la Conservatorul din Milano.
Încă de tânăr călătorește și trăiește în Elveția, Germania, Olanda, Danemarca și în final în Suedia, unde va trăi 5 ani.
La Stockholm îl întâlnește pe Keith "Red" Mitchell cu care se împrietenește și va colabora ulterior.
În 1967 se mută (sau mai bine zis, locuiește mai multe luni pe an) la București unde va sta până în 1974.
Albumul său "Live recorded at the Ljubljana Jazz Festival" îi aduce "Premio della Critica Discografica", premiu pe care îl va câștiga și în 1977 pentru albumul solo "Delirium". Tot în 1977 este numit "Musician of the Year" și în octombrie participă la "Jamboree Jazz Festival"  din Varșovia.
Când participă în iulie 1978 la "Montreux Jazz Festival", este primul jazzman italian care are această onoare.
Printre alte festivaluri la care a mai participat pot fi numite: Milano, Bologna, Pescara, Ajaccio, Verona, Padova, Genova, Zürich, Pori, Umeå, Ploiești, Ljubliana, La Spezia și Umbria.
Manusardi a colaborat și înregistrat cu mulți jazzmeni renumiți, precum Roy Eldridge, Bobby Hackett, Art Farmer, Don Byas, Dexter Gordon, Al Heath, Slide Hampton, Johnny Griffin, Lee Konitz, Jimmy Cobb, Jerry Bergonzi, Victor Lewis, Billy Higgins, Cecil Payne, Shelly Manne, Booker Ervin, Joe Venuti, Curtis Fuller, Kay Winding, Jimmy Owens, Lou Donaldson, Joe Morello, Art Taylor, Hal Singer, Sture Nordin, Björn Alke, Lennart Åborg, Petur Östlund, Zbigniew Namyslowsky, Niels Henning Ørsted Pedersen.
Din 1997 este directorul artistic al "Valtellina Jazz Festival" iar din 1999 director artistic al So Jazz Workshop and Festival.
În România a colaborat cu nenumărați jazzmeni, dintre care pot fi numiți Johnny Răducanu, Dan Mândrilă, Pedro Negrescu, Teodora Enache și Vlad Popescu.

### Discografie selectivă
- Live at down town
- Doina
- So that
- Concerto
- Outstanding
- Siena Concert
- The Woodpecker
- Live at the Jazz Spot
- Dialogo con me stesso
- Within
- The Village Fair
- Down Town
- Together Again
- Colored Passages
- Iseo Jazz 2001
- Lost in space
- Formidouble
- Portrait in black and white
- Folk tales
- Tandem
- No more no less